# Mukhtar Mai
Compléments
Mukhtaran Bibi étant son vrai nom, le nom Mukhtar Mai lui a été donné par les jeunes filles de son école. Celui-ci signifie: grande sœur respectée
Mukhtar Mai ou Mukhtaran Bibi est une Pakistanaise devenue l'emblème de la lutte pour les droits des femmes au Pakistan.

## Biographie
Mukhtar Mai est née en 1972, dans le village de Meerwala, au Pakistan. Elle a des sœurs ainsi qu'un plus jeune frère, Shakkur. Ex-femme d'un mari duquel elle a obtenu le divorce, grâce à l'aide de son père, Ghulam Farid, Mukhtaran enseigne de façon bénévole les préceptes du Coran aux enfants de son village. Elle-même illettrée, elle se rappelle par cœur ce qui y est écrit. 
Mukhtar Mai, de son vrai nom Mukhtaran Bibi, habite dans le village de Meerwala. Dans ce village il y a deux castes (2 groupes) : 
- Le clan de la caste des paysans Gujjar
- Le clan de la caste supérieure des Mastoi

Mukhtar Mai est condamnée en 2002 par la jirga, le conseil tribal de son village à un viol collectif en réparation de l'outrage qu'a commis son frère de treize ans, Shakkur, en adressant la parole à Salma, une jeune fille, de la caste supérieure du village sans autorisation. Celui-ci est retenu par le clan des Mastoi. Elle est choisie par le conseil car elle est divorcée (son mari lui a accordé le divorce), elle n'a pas d'enfants, et elle est respectable puisqu'elle enseigne le Coran. Mukhtar doit essayer de trouver un arrangement avec le chef des Mastoi. Devant eux, Mukhtar récite un passage du Coran, la main sur le livre saint, elle implore le pardon de la part de son frère et demande qu'il soit libéré.
Le chef des Mastoi (Faiz Mohammed) envoie quatre des siens sur Mukhtar (Abdul Khaliq, Ghulam Farid, Allah Dita et Mohammed Fiaz) et leur dit d'en faire ce qu'ils veulent. Après un viol collectif, ils la laissent à moitié nue dans la rue et devant son père et son oncle, qui ont été maintenus par des Mastoi armés le temps du viol. 
Elle attaque ses bourreaux en justice.
À partir de ce moment, Mukhtar livre un combat sans merci pour sauver son honneur et celui de toutes les femmes qui subissent des violences dans les pays musulmans. Elle va même jusqu'à livrer un discours à Islamabad au président lui-même, dans son dialecte que traduit son amie pour elle, pour supporter sa cause, et emprisonner ses violeurs.
Après maintes cours de justices, elle obtient une partie de ce qu'elle veut. Certains de ses violeurs sont condamnés à mort tandis qu'une indemnité et une protection policière lui sont octroyées. Les autres sont acquittés et sont en liberté.
Estimant que seule l'éducation peut venir à bout de telles pratiques, Mukhtar investit ses indemnités, soit sous la forme d'un premier chèque de 500 000 roupies, totalisant une somme d'environ 8000 dollars, dans des écoles. Grâce à l’appui de nombreuses ONG, elle peut payer des enseignants afin de donner un apprentissage aux 200 filles et aux 150 garçons inscrits à son école.
Mukhtar Mai a été élue femme de l'année aux États-Unis en 2004. En 2006, elle reçoit le Prix Nord-Sud du Conseil de l'Europe.

## Le début d'un mouvement commun
Impunément battues voire assassinées par leur mari, leur père ou leur frère, vendues ou cédées en paiement d'une dette, de nombreuses Pakistanaises s'élèvent aujourd'hui contre leur sort. L'interdiction de sortir du pays décidée par le président Pervez Musharraf en raison de la mauvaise image que Mukhtar Mai donnerait du Pakistan a été levée sous la pression de l'opinion internationale.